# Associazione Calcio Bellinzona 2014-2015
Questa voce raccoglie le informazioni riguardanti l'Associazione Calcio Bellinzona nelle competizioni ufficiali della stagione 2014-2015.

## Stagione
La squadra fa il suo esordio in campionato il 27 agosto 2014 contro il Paradiso. Nella prima stagione dopo la rinascita il Bellinzona vince la Coppa Ticino e il campionato di Seconda Lega, venendo così promosso in Seconda Lega interregionale.

## Organigramma societario
Area direttiva
- Presidente: Paolo Righetti
- Vice Presidente: Andrea Rege Colet

Area sanitaria
- Massaggiatori: Livio Montella

Area tecnica
- Direttore sportivo: Paolo Gaggi
- Allenatore: Arno Rossini poi Simone Patelli
- Allenatore in seconda: Karim Spinelli poi Manuel Rivera
- Preparatore/i atletico/i: Gianni Marenghi e Roberto Ghielmetti
- Preparatore dei portieri: Dario Rossi

## Rosa
Aggiornata al 03.06.2015
| N. |                       | Ruolo | Calciatore              |
| -- | --------------------- | ----- | ----------------------- |
| 1  | Svizzera (bandiera)   | P     | Stefano Minotti         |
| 2  | Svizzera (bandiera)   | D     | Daniel Maffi            |
| 3  | Svizzera (bandiera)   | D     | Mladen Skoric           |
| 5  | Svizzera (bandiera)   | D     | Alexander Djuric        |
| 6  | Svizzera (bandiera)   | D     | Tito Tarchini           |
| 7  | Svizzera (bandiera)   | D     | Angelo Raso             |
| 8  | Svizzera (bandiera)   | C     | David Forzano           |
| 10 | Serbia (bandiera)     | A     | Aleksandar Milosevic    |
| 10 | Italia (bandiera)     | A     | Moreno Elia             |
| 11 | Svizzera (bandiera)   | C     | Davide De Bernardi      |
| 12 | Svizzera (bandiera)   | P     | Leonardo Pontrelli      |
| 14 | Svizzera (bandiera)   | D     | Samuele Preisig         |
| 15 | Portogallo (bandiera) | C     | André dos Santos Barros |
| 16 | Svizzera (bandiera)   | C     | Patrick Citrini         |

| N. |                               | Ruolo | Calciatore           |
| -- | ----------------------------- | ----- | -------------------- |
| 17 | Svizzera (bandiera)           | C     | Renato Sergi         |
| 18 | Svizzera (bandiera)           | A     | Jonathan Mele        |
| 19 | Svizzera (bandiera)           | C     | Federico Pagnoncelli |
| 20 | Svizzera (bandiera)           | C     | Daniele Facchinetti  |
| 21 | Svizzera (bandiera)           | C     | Antonello Flena      |
| 21 | Svizzera (bandiera)           | A     | Kubilay Türkyilmaz   |
| 22 | Svizzera (bandiera)           | A     | Igor Mijatovic       |
| 22 | Svizzera (bandiera)           | C     | Carmelo Staropoli    |
| 23 | Svizzera (bandiera)           | C     | Alessio Bottani      |
| 24 | Svizzera (bandiera)           | D     | Daniel Rossi         |
| 25 | Italia (bandiera)             | P     | Andrea Cappelletti   |
| 27 | Svizzera (bandiera)           | A     | Christian Casanova   |
| 28 | Macedonia del Nord (bandiera) | A     | Borce Manev          |
| 30 | Svizzera (bandiera)           | C     | Branko Banković      |

## Calciomercato

### Sessione estiva
In seguito alla ripartenza della società dopo il fallimento, la rosa è completamente nuova.

### Sessione invernale
| Acquisti | Acquisti           | Acquisti         | Acquisti   |
| R.       | Nome               | da               | Modalità   |
| -------- | ------------------ | ---------------- | ---------- |
| C        | Moreno Elia        | Taverne          | definitivo |
| A        | Borce Manev        | Ascona           | definitivo |
| C        | Antonello Flena    | Locarno          | prestito   |
| C        | Carmelo Staropoli  | Vallemaggia      | definitivo |
| A        | Kubilay Türkyilmaz | ripresa attività | definitivo |

| Cessioni | Cessioni         | Cessioni  | Cessioni   |
| R.       | Nome             | a         | Modalità   |
| -------- | ---------------- | --------- | ---------- |
| D        | Mladen Skoric    | Taverne   | definitivo |
| A        | Igor Mijatović   | Biaschesi | definitivo |
| D        | Daniel Panizzolo | Ravecchia | definitivo |

## Risultati

### Seconda Lega Ticinese
| Paradiso 27 agosto 2014, ore 20:00 CEST 1ª Giornata                            | Paradiso  | 1 – 3 referto                   | Bellinzona | Campo Pian Scairolo (500 spett.) |
| \| \| \| \| \| Santillo 70’ \| Marcatori \| 52’ Skoric 63’ Mele 83’ Bottani \| |           |                                 |            |                                  |
|                                                                                |           |                                 |            |                                  |
| Santillo 70’                                                                   | Marcatori | 52’ Skoric 63’ Mele 83’ Bottani |            |                                  |

| Bellinzona 30 agosto 2014, ore 20:00 CEST 2ª Giornata                                                                                        | Bellinzona | 9 – 0 referto | Rancate | Stadio Comunale (1 800 spett.) |
| \| \| \| \| \| Mele 13’ Casanova 25’ Mele 33’ Preisig 50’ Maffi 52’ Milosevic 62’ Milosevic 78’ Milosevic 84’ Citrini 85’ \| Marcatori \| \| |            |               |         |                                |
| |            |               |         |                                |
| Mele 13’ Casanova 25’ Mele 33’ Preisig 50’ Maffi 52’ Milosevic 62’ Milosevic 78’ Milosevic 84’ Citrini 85’                                   | Marcatori  |               |         |                                |

| Balerna 7 settembre 2014, ore 16:30 CEST 3ª Giornata                        | Balerna   | 1 – 2 referto              | Bellinzona | Campo Comunale Balerna |
| \| \| \| \| \| Bernasconi 15’ \| Marcatori \| 40’ Casanova 90’ Milosevic \| |           |                            |            |                        |
|                                                                             |           |                            |            |                        |
| Bernasconi 15’                                                              | Marcatori | 40’ Casanova 90’ Milosevic |            |                        |

| Bellinzona 14 settembre 2014, ore 17:00 CEST 4ª Giornata                | Bellinzona | 2 – 1 referto | Losone | Stadio Comunale (1978 spett.) |
| \| \| \| \| \| Casanova 28’ Casanova 83’ \| Marcatori \| 88’ Pollini \| |            |               |        |                               |
|                                                                         |            |               |        |                               |
| Casanova 28’ Casanova 83’                                               | Marcatori  | 88’ Pollini   |        |                               |

| Biasca 17 settembre 2014, ore 19:30 CEST 5ª Giornata                                             | GC Biaschesi | 0 – 5 referto                                                  | Bellinzona | Al Vallone |
| \| \| \| \| \| \| Marcatori \| 13’ Preisig 15’ Casanova 19’ Casanova 33’ Casanova 59’ Forzano \| |              |                                                                |            |            |
|                                                                                                  |              |                                                                |            |            |
|                                                                                                  | Marcatori    | 13’ Preisig 15’ Casanova 19’ Casanova 33’ Casanova 59’ Forzano |            |            |

| Bellinzona 20 settembre 2014, ore 20:00 CEST 6ª Giornata                     | Bellinzona | 4 – 1 referto | Magliaso Vernate | Stadio Comunale (1 150 spett.) |
| \| \| \| \| \| Bankovic 54’ Sergi 60’ Skoric 62’ Mele 86’ \| Marcatori \| \| |            |               |                  |                                |
|                                                                              |            |               |                  |                                |
| Bankovic 54’ Sergi 60’ Skoric 62’ Mele 86’                                   | Marcatori  |               |                  |                                |

| Sementina 27 settembre 2014, ore 18:15 CEST 7ª Giornata                | Sementina | 0 – 3 referto                        | Bellinzona | Centro sportivo all'Isola |
| \| \| \| \| \| \| Marcatori \| 23’ Bottani 45’ Preisig 82’ Bankovic \| |           |                                      |            |                           |
|                                                                        |           |                                      |            |                           |
|                                                                        | Marcatori | 23’ Bottani 45’ Preisig 82’ Bankovic |            |                           |

| Bellinzona 1 ottobre 2014, ore 20:30 CEST 8ª Giornata  | Bellinzona | 2 – 0 referto | Novazzano | Stadio Comunale |
| \| \| \| \| \| Bottani 21’ Mele 89’ \| Marcatori \| \| |            |               |           |                 |
|                                                        |            |               |           |                 |
| Bottani 21’ Mele 89’                                   | Marcatori  |               |           |                 |

| Magadino 12 ottobre 2014, ore 16:30 CEST 9ª Giornata                              | Gambarogno-Contone | 2 – 2 referto        | Bellinzona | Centro Sportivo Regionale |
| \| \| \| \| \| Carvalho 70’ Vigliante 88’ \| Marcatori \| 15’ Maffi 47’ Skoric \| |                    |                      |            |                           |
|                                                                                   |                    |                      |            |                           |
| Carvalho 70’ Vigliante 88’                                                        | Marcatori          | 15’ Maffi 47’ Skoric |            |                           |

| Bellinzona 19 ottobre 2014, ore 15:00 CEST 10ª Giornata                                         | Bellinzona | 5 – 0 referto | Vallemaggia | Stadio Comunale |
| \| \| \| \| \| Milosevic 14’ Bankovic 68’ Forzano 75’ Mele 84’ Milosevic 90’ \| Marcatori \| \| |            |               |             |                 |
|                                                                                                 |            |               |             |                 |
| Milosevic 14’ Bankovic 68’ Forzano 75’ Mele 84’ Milosevic 90’                                   | Marcatori  |               |             |                 |

| Bellinzona 26 ottobre 2014, ore 14:00 CEST 11ª Giornata | Porza     | 0 – 1 referto | Bellinzona | Stadio Comunale (1 000 spett.) |
| \| \| \| \| \| \| Marcatori \| 5’ Bankovic \|           |           |               |            |                                |
|                                                         |           |               |            |                                |
|                                                         | Marcatori | 5’ Bankovic   |            |                                |

| Bellinzona 2 novembre 2014, ore 15:00 CEST 12ª Giornata | Bellinzona | 0 – 1 referto | Vedeggio | Stadio Comunale (1 100 spett.) |
| \| \| \| \| \| \| Marcatori \| 44’Elia \|               |            |               |          |                                |
|                                                         |            |               |          |                                |
|                                                         | Marcatori  | 44’Elia       |          |                                |

| Caslano 9 novembre 2014, ore 15:00 CEST 13ª Giornata                               | Malcantone | 0 – 4 referto                                    | Bellinzona | Centro sportivo Roque Maspoli |
| \| \| \| \| \| \| Marcatori \| 31’ Casanova 53’ Casanova 55’ Sergi 71’ Bankovic \| |            |                                                  |            |                               |
|                                                                                    |            |                                                  |            |                               |
|                                                                                    | Marcatori  | 31’ Casanova 53’ Casanova 55’ Sergi 71’ Bankovic |            |                               |

| Bellinzona 23 novembre 2014, ore 14:30 CEST 14ª Giornata                                                 | Bellinzona | 6 – 0 referto | Giubiasco | Stadio Comunale |
| \| \| \| \| \| Mele 6’ Preisig 49’ Djuric 55’ Casanova 71’ Bottani 79’ Türkyilmaz 91’ \| Marcatori \| \| |            |               |           |                 |
| |            |               |           |                 |
| Mele 6’ Preisig 49’ Djuric 55’ Casanova 71’ Bottani 79’ Türkyilmaz 91’                                   | Marcatori  |               |           |                 |

| Bellinzona 1 marzo 2015, ore 16:30 CEST 15ª Giornata                                                 | Bellinzona | 4 – 2 referto         | Paradiso | Stadio Comunale |
| \| \| \| \| \| Casanova 7’ Djuric 44’ Casanova 57’ Mele 78’ \| Marcatori \| 65’ Blattner 86’ Maki \| |            |                       |          |                 |
| |            |                       |          |                 |
| Casanova 7’ Djuric 44’ Casanova 57’ Mele 78’                                                         | Marcatori  | 65’ Blattner 86’ Maki |          |                 |

| Rancate 8 marzo 2015, ore 15:00 CEST 16ª Giornata                       | Rancate   | 1 – 2 referto         | Bellinzona | Campo Comunale |
| \| \| \| \| \| Di Gregorio 89’ \| Marcatori \| 67’ Mele 70’ Casanova \| |           |                       |            |                |
|                                                                         |           |                       |            |                |
| Di Gregorio 89’                                                         | Marcatori | 67’ Mele 70’ Casanova |            |                |

| Bellinzona 14 marzo 2015, ore 20:00 CEST 17ª Giornata  | Bellinzona | 0 – 2 referto        | Balerna | Stadio Comunale |
| \| \| \| \| \| \| Marcatori \| 1’ Kabamba 44’ Sehic \| |            |                      |         |                 |
|                                                        |            |                      |         |                 |
|                                                        | Marcatori  | 1’ Kabamba 44’ Sehic |         |                 |

| Losone 29 marzo 2015, ore 16:00 CEST 18ª Giornata                           | Losone    | 2 – 2 referto         | Bellinzona | Campo Saleggi |
| \| \| \| \| \| Manev 40’ Manev 75’ \| Marcatori \| 28’ Kukleci 94’ Lucic \| |           |                       |            |               |
|                                                                             |           |                       |            |               |
| Manev 40’ Manev 75’                                                         | Marcatori | 28’ Kukleci 94’ Lucic |            |               |

| Bellinzona 1 aprile 2015, ore 20:30 CEST 19ª Giornata | Bellinzona | 1 – 0 referto | GC Biaschesi | Stadio Comunale |
| \| \| \| \| \| Elia 24’ \| Marcatori \| \|            |            |               |              |                 |
|                                                       |            |               |              |                 |
| Elia 24’                                              | Marcatori  |               |              |                 |

| Rivera 11 aprile 2015, ore 18:30 CEST 20ª Giornata                                     | Magliaso Vernate | 0 – 4 referto                                        | Bellinzona | Centro sportivo Quadrifoglio |
| \| \| \| \| \| \| Marcatori \| 9’ (aut.) Zuccaro 52’ Manev 63’ Bottani 77’ Bankovic \| |                  |                                                      |            |                              |
|                                                                                        |                  |                                                      |            |                              |
|                                                                                        | Marcatori        | 9’ (aut.) Zuccaro 52’ Manev 63’ Bottani 77’ Bankovic |            |                              |

| Bellinzona 18 aprile 2015, ore 19:00 CEST 21ª Giornata | Bellinzona | 2 – 0 referto | Sementina | Stadio Comunale |
| \| \| \| \| \| Manev 23’ Elia 92’ \| Marcatori \| \|   |            |               |           |                 |
|                                                        |            |               |           |                 |
| Manev 23’ Elia 92’                                     | Marcatori  |               |           |                 |

| Mendrisio 26 aprile 2015, ore 10:30 CEST 22ª Giornata                                                                  | Novazzano | 0 – 8 referto                                                                        | Bellinzona | Campo Comunale |
| \| \| \| \| \| \| Marcatori \| 2’ Bankovic 10’ Flena 20’ Bankovic 29’ Djuric 33’ Elia 52’ Flena 57’ Manev 62’ Rossi \| |           |                                                                                      |            |                |
| |           |                                                                                      |            |                |
| | Marcatori | 2’ Bankovic 10’ Flena 20’ Bankovic 29’ Djuric 33’ Elia 52’ Flena 57’ Manev 62’ Rossi |            |                |

| Bellinzona 3 maggio 2015, ore 15:00 CEST 23ª Giornata               | Bellinzona | 2 – 1 referto | Gambarogno-Contone | Stadio Comunale |
| \| \| \| \| \| Bankovic 24’ Djuric 91’ \| Marcatori \| 2’ Terzic \| |            |               |                    |                 |
|                                                                     |            |               |                    |                 |
| Bankovic 24’ Djuric 91’                                             | Marcatori  | 2’ Terzic     |                    |                 |

| Maggia 10 maggio 2015, ore 16:45 CEST 24ª Giornata    | Vallemaggia | 0 – 2 referto       | Bellinzona | La Pineta |
| \| \| \| \| \| \| Marcatori \| 17’Elia 76’ Forzano \| |             |                     |            |           |
|                                                       |             |                     |            |           |
|                                                       | Marcatori   | 17’Elia 76’ Forzano |            |           |

| Bellinzona 17 maggio 2015, ore 15:00 CEST 25ª Giornata                          | Bellinzona | 3 – 1 referto | Porza | Stadio Comunale |
| \| \| \| \| \| Forzano 4’ Manev 9’ Forzano 11’ \| Marcatori \| 78’ Schelotto \| |            |               |       |                 |
|                                                                                 |            |               |       |                 |
| Forzano 4’ Manev 9’ Forzano 11’                                                 | Marcatori  | 78’ Schelotto |       |                 |

| Cadempino 24 maggio 2015, ore 17:00 CEST 26ª Giornata | Vedeggio  | 1 – 0 referto | Bellinzona | Campo Comunale |
| \| \| \| \| \| Elia 92’ \| Marcatori \| \|            |           |               |            |                |
|                                                       |           |               |            |                |
| Elia 92’                                              | Marcatori |               |            |                |

| Bellinzona 31 maggio 2015, ore 16:30 CEST 27ª Giornata                                         | Bellinzona | 5 – 1 referto | Malcantone | Stadio Comunale |
| \| \| \| \| \| Manev 4’ Manev 7’ Preisig 69’ Manev 78’ Sergi 84’ \| Marcatori \| 43’ Serrao \| |            |               |            |                 |
|                                                                                                |            |               |            |                 |
| Manev 4’ Manev 7’ Preisig 69’ Manev 78’ Sergi 84’                                              | Marcatori  | 43’ Serrao    |            |                 |

| Bellinzona 7 giugno 2015, ore 16:30 CEST 28ª Giornata                                                   | Giubiasco | 1 – 5 referto                                      | Bellinzona | Stadio Comunale |
| \| \| \| \| \| Nikolić 36’ (rig.) \| Marcatori \| 10’ Sergi 32’ Manev 42’ Manev 45’ Djuric 70’ Sergi \| |           |                                                    |            |                 |
| |           |                                                    |            |                 |
| Nikolić 36’ (rig.)                                                                                      | Marcatori | 10’ Sergi 32’ Manev 42’ Manev 45’ Djuric 70’ Sergi |            |                 |

### Coppa Ticino
| Bironico 8 ottobre 2014, ore 20:30 CEST Trentaduesimi                                                   | Rapid Bironico | 1 – 5 referto                                             | Bellinzona | Bironico |
| \| \| \| \| \| Gabutti 30’ \| Marcatori \| 8’ Forzano 47’ Dos Santos 52’ Maffi 60’ Sergi 80’ Citrini \| |                |                                                           |            |          |
| |                |                                                           |            |          |
| Gabutti 30’                                                                                             | Marcatori      | 8’ Forzano 47’ Dos Santos 52’ Maffi 60’ Sergi 80’ Citrini |            |          |

| Claro 15 ottobre 2014, ore 20:30 CEST Sedicesimi                                                              | Claro     | 0 – 6 referto                                                               | Bellinzona | Campo Al Ponte |
| \| \| \| \| \| \| Marcatori \| 4’ Mijatovic 45’ Mele 55’ Mijatovic 68’ Bottani 76’ Türkyilmaz 89’ Bankovic \| |           |                                                                             |            |                |
| |           |                                                                             |            |                |
| | Marcatori | 4’ Mijatovic 45’ Mele 55’ Mijatovic 68’ Bottani 76’ Türkyilmaz 89’ Bankovic |            |                |

| Minusio 11 marzo 2015, ore 20:30 CEST ottavi                                                       | Minusio   | 2 – 3 referto                             | Bellinzona | Centro sportivo Ricreativo |
| \| \| \| \| \| Minelli 59’ Leovac 70’ \| Marcatori \| 32’ (aut.) Brusa 34’ Bankovic 60’ Forzano \| |           |                                           |            |                            |
| |           |                                           |            |                            |
| Minelli 59’ Leovac 70’                                                                             | Marcatori | 32’ (aut.) Brusa 34’ Bankovic 60’ Forzano |            |                            |

| Morbio Inferiore 22 aprile 2015, ore 20:30 CEST quarti                   | Morbio    | 1 – 2 referto             | Bellinzona | Campo comunale |
| \| \| \| \| \| Patierno 15’ \| Marcatori \| 68’ Bottani 83’ Staropoli \| |           |                           |            |                |
|                                                                          |           |                           |            |                |
| Patierno 15’                                                             | Marcatori | 68’ Bottani 83’ Staropoli |            |                |

| Bellinzona 29 aprile 2015, ore 20:30 CEST semifinale - andata | Bellinzona | 2 – 0 referto | Malcantone | Stadio Comunale |
| \| \| \| \| \| Mele 12’ Mele 50’ \| Marcatori \| \|           |            |               |            |                 |
|                                                               |            |               |            |                 |
| Mele 12’ Mele 50’                                             | Marcatori  |               |            |                 |

| Caslano 13 maggio 2015, ore 19:15 CEST semifinale - ritorno       | Malcantone | 0 – 3 referto                   | Bellinzona | Centro sportivo Roque Maspoli |
| \| \| \| \| \| \| Marcatori \| 12’ Bankovic 26’ Sergi 40’ Elia \| |            |                                 |            |                               |
|                                                                   |            |                                 |            |                               |
|                                                                   | Marcatori  | 12’ Bankovic 26’ Sergi 40’ Elia |            |                               |

| Ascona 3 giugno 2015, ore 20:00 CEST finale                                | Losone    | 1 – 2 referto      | Bellinzona | Stadio Comunale |
| \| \| \| \| \| Studenovic 52’ (rig.) \| Marcatori \| 41’ Elia 73’ Sergi \| |           |                    |            |                 |
|                                                                            |           |                    |            |                 |
| Studenovic 52’ (rig.)                                                      | Marcatori | 41’ Elia 73’ Sergi |            |                 |

## Statistiche

### Statistiche di squadra
| Competizione | Punti | In casa | In casa | In casa | In casa | In casa | In casa | In trasferta | In trasferta | In trasferta | In trasferta | In trasferta | In trasferta | Totale | Totale | Totale | Totale | Totale | Totale | DR  |
| Competizione | Punti | G       | V       | N       | P       | Gf      | Gs      | G            | V            | N            | P            | Gf           | Gs           | G      | V      | N      | P      | Gf     | Gs     | DR  |
| ------------ | ----- | ------- | ------- | ------- | ------- | ------- | ------- | ------------ | ------------ | ------------ | ------------ | ------------ | ------------ | ------ | ------ | ------ | ------ | ------ | ------ | --- |
| Seconda Lega | 71    | 14      | 11      | 0       | 3       | 45      | 10      | 15           | 11           | 2            | 1            | 43           | 9            | 28     | 23     | 2      | 3      | 88     | 19     | +69 |
| Coppa Ticino | -     | 1       | 1       | 0       | 0       | 2       | 0       | 6            | 6            | 0            | 0            | 21           | 5            | 7      | 7      | 0      | 0      | 23     | 5      | +18 |
| Totale       | -     | -       | -       | -       | -       | -       | -       | -            | -            | -            | -            | -            | -            | -      | -      | -      | -      | -      | -      | -   |

### Andamento in campionato
| Giornata  | 1 | 2 | 3 | 4 | 5 | 6 | 7 | 8 | 9 | 10 | 11 | 12 | 13 | 14 | 15 | 16 | 17 | 18 | 19 | 20 | 21 | 22 | 23 | 24 | 25 | 26 | 27 | 28 |
| --------- | - | - | - | - | - | - | - | - | - | -- | -- | -- | -- | -- | -- | -- | -- | -- | -- | -- | -- | -- | -- | -- | -- | -- | -- | -- |
| Luogo     | T | C | T | C | T | C | T | C | T | C  | T  | C  | T  | C  | C  | T  | C  | T  | C  | T  | C  | T  | C  | T  | C  | T  | C  | T  |
| Risultato | V | V | V | V | V | V | V | V | N | V  | V  | P  | V  | V  | V  | V  | P  | N  | V  | V  | V  | V  | V  | V  | V  | P  | V  | V  |
| Posizione | 1 | 1 | 1 | 1 | 1 | 1 | 1 | 1 | 1 | 1  | 1  | 1  | 1  | 1  | 1  | 1  | 2  | 2  | 1  | 1  | 1  | 1  | 1  | 1  | 1  | 2  | 1  | 1  |

Fonte:  Federazione Ticinese Calcio – Classifica, su ftc.football.ch, SFL.
Legenda:

Luogo: C = Casa; T = Trasferta. Risultato: V = Vittoria; N = Pareggio; P = Sconfitta.